# Hans Menzel (Fußballspieler)
Hans Menzel (Lebensdaten unbekannt) war ein deutscher Fußballspieler.

## Karriere

### Vereine
Menzel gehörte dem SC Wacker Leipzig als Torhüter an, für den er in den vom Verband Mitteldeutscher Ballspiel-Vereine ausgetragenen Meisterschaften im Gau Nordwestsachsen Punktspiele bestritt. Als Mitteldeutscher Pokalsieger nahm er mit seiner Mannschaft an der Endrunde um die Deutsche Meisterschaft teil. Sein einziges Endrundenspiel bestritt er am 16. Juni 1929 im Fortuna-Sportpark, der Spielstätte des SV Fortuna Leipzig 02, bei der 1:5-Niederlage gegen den FC Schalke 04 im Achtelfinale.

### Auswahlmannschaft
Als Verbandsspieler kam er im Wettbewerb um den Bundespokal zum Einsatz und bestritt das am 19. April 1931 angesetzte Finale im Stadion am Ostragehege, der Spielstätte des Dresdner SC. Die Begegnung mit der Auswahlmannschaft des Süddeutschen Fußball-Verbandes wurde mit 3:4 n. V. vor 30.000 Zuschauern verloren.

## Erfolge
- Bundespokal-Finalist 1931
- Mitteldeutscher Pokal -Sieger 1929